# Felix Maginn
Felix Maginn (Belfast, 18 januari 1969) is een Noord-Iers zanger en gitarist die al lange tijd in Nederland woont en werkt. Maginn maakte deel uit van de band Supersub en is nu zanger en frontman van de Britrockband Moke. Sinds 2018 vervangt Maginn Jan van der Meij bij The Analogues.